# Taiye Selasi
Taiye Selasi (Londres, 2 de noviembre de 1979) es una escritora y fotógrafa británica residente en Roma. De origen familiar nigeriano y ghanés, se define a sí misma como «un ser humano, ciudadana de los mundos y local de Nueva York (Estados Unidos), Roma (Italia) y Acra (Ghana)» acuñando el término de afropolita.

## Biografía
Selasi nació en Londres en 1979 y creció en Brookline un pueblo del condado de Massachusetts (EE. UU.). Hija de una pareja de médicos, su padre, Ladé Wosornu, nació en la colonia británica Costa del Oro, que en 1957 se convirtió en Ghana, estudió medicina en Escocia y acabó trabajando como cirujano en Ghana, Zambia y Arabia Saudí compaginando su trabajo como cirujano, profesor y académico con la publicación de libros de poesía. Los abuelos de su madre eran un misionero escocés y una mujer yoruba. Su madre, Juliette Tuakli nació en Nigeria pero se crio entre Londres y Lagos y conoció al padre de Taiye cuando ambos estudiaban Medicina en Zambia. En la actualidad es pediatra en Ghana y destaca por su activismo en defensa de los derechos de la infancia. La abuela de Taiye vive en Málaga, España. Sus padres se separaron cuando era una niña. No conoció a su padre biológico hasta los doce años.
Su hermana melliza y ella nacieron en Londres y con tanta mezcla de culturas crecieron con el sentimiento de ser de todas partes, no sólo ghanesas, nigerianas, británicas o americanas. 
Su nombre significa "primer/a gemelo/a" en la lengua nativa de su madre, Yoruba.
Se graduó summa cum laude y Phi Beta Kappa en Estudios Americanos en la Universidad de Yale, y obtuvo un máster en Filosofía en Relaciones Internacionales en la Universidad de Nuffield, Oxford (Reino Unido).
En 2005 publicó "Bye-Bye, Babar (Or: What is an Afropolitan?)" en la revista LIP, acuñando el término «afropolitismo».  El mismo año, escribió una obra de teatro, que se interpretó en un teatro pequeño por la sobrina de Toni Morrison, Avery Willis.
En 2006, Morrison le dio a Selasi como plazo un año en el que escribió "The Sex Lives of African Girls". La historia, publicada por la británica revista literaria Granta en 2011, aparece entre las Mejores historias cortas americanas de 2012.
En 2010, Ann Godoff de Penguin Press, compró la novela inacabada de Selasi. 
Publicó Lejos de Ghana en 2013 y se granjeó los elogios de la crítica.  En ella cuenta la historia de los Sai, una familia afroamericana rota por el abandono del padre. La novela fue seleccionada como uno de los 10 mejores libros del año 2013 por el Wall Street Journal y El Economista, se vendió en 22 países diferentes en el año 2014.
En el año 2013, Selasi fue incluida en la lista de las 20 Jóvenes promesas literarias británicas de Granta y en 2014, la lista de Africa39 de 39 escritores/as subsaharianos/as con menos de 40 años del Festival Hay recogía su nombre. 
Selasi colabora frecuentemente con compañeros/as artistas. En 2012, colaboró con el arquitecto David Adjaye para crear la sala de lectura Gwangju River, una biblioteca al aire libre construida en el año 2013, como parte del Gwangju Biennale Folly II. Junto con el director Teddy Goitom, fundador de Stocktown, Selasi es Productora ejecutiva de Afripedia, una serie documental sobre creaciones urbanas africanas. Con los productores Fernando Meirelles y Hank Levine (City of God), Selasi está desarrollando el documental Éxodo, sobre migración global.
En 2015, Selasi apareció recogida como Autora Recomendada, liderando un seminario de escritura, en el Iceland Writers Retreat, celebrado anualmente en Reikiavik, Islandia.

## Afropolitismo
Selasi se siente ciudadana del mundo y ha acuñado el término de «afropolita» para referirse a esa juventud afrodescendiente que ha nacido como parte de la diáspora y que no necesariamente se siente identificada con África. Son jóvenes de origen africano con una identidad híbrida, como ella. No soy africana ni americana, soy afropolita señalaba en una entrevista en 2014.
«Cuando sales al mundo y lo colonizas, a continuación el mundo entra en tu casa. Si no quieres incluir a escritores indios, nigerianos o jamaicanos en tu definición de literatura británica, no deberías haber colonizado India, Nigeria y Jamaica. Hablamos de lo británico como si solo significara té, la reina o ser blanco, y eso es absurdo. Lo británico se ha vuelto “marrón” señala, negándose a utilizar el término «negro» queriéndose alejar del concepto de «raza negra» cuya existencia considera un mito.

## Vida personal
La hermana gemela de Selasi, la doctora Yetsa Kehinde Tuakli, es una fisiatra en Estados Unidos. La primera componente africana del Comité Paralímpico Internacional, compitió en la modalidad de salto de longitud para el equipo nacional de Ghana.

## Obra

### Novelas
- Lejos de Ghana (2013)

### Historias cortas
- "Brunhilda in Love" (2016)
- "Aliens of Extraordinary Ability" (2014)
- "Driver" (2013)
- "The Sex Lives of African Girls" (2011)
- "walking like a dog" (2012)
- "heather" (2017)